# Buffalo '66
(Billy Brown a Layla)
Buffalo '66 è un film del 1998 diretto da Vincent Gallo, al suo primo lungometraggio come regista.

## Trama
Billy Brown è un nevrotico ragazzo che esce di prigione dopo aver passato cinque anni di detenzione per un crimine non commesso. Billy infatti ha dovuto accusarsi di un crimine per saldare un debito di gioco che non era in grado di pagare. Cinque anni prima aveva puntato 10.000 dollari sulla squadra dei Buffalo Bills, vincenti nel Super Bowl, ma all'ultimo secondo un giocatore dei Bills, di nome Scott Wood, sbaglia un field goal che condanna la squadra alla sconfitta e lui al pagamento d'una cifra spropositata che non possiede. Billy nasconde la detenzione ai suoi genitori grazie anche a un amico, che spedisce durante le feste le lettere scritte da Billy dal carcere alla sua famiglia, per mantenere una continua corrispondenza: in queste lettere il galeotto finge di avere un buon lavoro presso il Governo.
In prigione apprende che il giocatore che sbagliò all'ultimo secondo il field goal era stato corrotto e decide perciò d'ucciderlo dopo essere uscito di prigione. Appena fuori, alla ricerca d'un bagno, finisce in una palestra dove sequestra una ragazza di nome Layla per appropriarsi della sua macchina. La ragazza è visibilmente attratta da lui e rimane in sua compagnia per tutta la giornata pur senza esservi costretta, ignorando i suoi piani di vendetta, benché alla fine intuisca tutto.
Billy la porta a casa dai suoi genitori e le chiede di fingere di chiamarsi Wendy Balsam e di essere sua moglie; lei accetta e Billy riesce ad ingannare i suoi convincendoli che è ricco e felicemente sposato. In seguito, Layla accompagna Billy in giro per la città alla ricerca della sua pistola e quindi sulle tracce di Scott Wood. Alla fine Billy porta la ragazza in un motel, lei si addormenta e lui esce a regolare i conti. Per compiere la sua vendetta si presenta nel topless bar dell'ex giocatore, ritiratosi dall'agonismo, deciso a ucciderlo e poi a suicidarsi. Dopo una fugace visione, nella quale immagina la sua morte e quella di Wood, desiste dall'intento omicida e torna nel motel da Layla, che nel frattempo non sa se l'uomo tornerà mai più da lei.

## Produzione
Pellicola d'ispirazione semi-autobiografica, è uscita nel 1998 ed ha come protagonisti lo stesso Vincent Gallo e Christina Ricci. Nel film compaiono Mickey Rourke (nella parte d'un allibratore che costringe Billy ad accusarsi d'un crimine non commesso per saldare il proprio debito), Rosanna Arquette (nella parte di Wendy Balsam, ragazza di cui Billy era innamorato non corrisposto da giovane), Anjelica Huston (nel ruolo della madre di Billy Brown) e Ben Gazzara (nel ruolo del padre).